# Wielka radość
Wielka radość («Великая Радость») — первый студийный альбом польской рок-группы Elektryczne Gitary, выпущенный в 1992 году звукозаписывающей компанией Zic Zac. Является одним из самых успешных альбомов группы. К 5 марта 1997 года диск стал платиновым в Польше — было продано более 30 000 копий альбома, а к 16 сентября диск стал дважды платиновым.

## Об альбоме
Альбом Wielka radość записывался с октября 1991 года по январь 1992 года в студии Zic Zac.
Почти все композиции альбома написаны лидером группы Якубом Сенкевичем, кроме песни «Dziki», авторство которой принадлежит Петру Лоеку. В двух песнях альбома («Będę szedł», «Wszystko ch.») на саксофоне сыграл Александер Корецкий, который с 1995 года стал постоянным членом группы. Во время записи альбома в основной состав Elektryczne Gitary включили бас-гитариста Томаша Гроховальского, в то же время из группы ушёл ударник Марек Канцлеж (позднее на его место приняли Роберта Врону из группы Immanuel), запись игры Канцлежа на ударных сохранилась только в композиции «Włosy», все остальные треки диска записывались с использованием драм-машины. Кроме основного состава группы в записи приняли участие Енджей Кодымовский (лидер группы Apteka) и оперная певица Малгожата Валевская, которые записали бэк-вокал к песне «Koniec», а также Ян Поспешальский, сыгравший на бас-гитаре в песне «Będę szedł».
Альбом Wielka radość сделал малоизвестную в Польше рок-группу Elektryczne Gitary одной из наиболее популярных, в том числе и благодаря таким песням, как «Jestem z miasta», «Przewróciło się», «Człowiek z liściem» и «Włosy», которые транслировались уже в 1991 году ещё до выхода альбома сначала на местных, а затем и на общепольских радиостанциях. На песни «Jestem z miasta», «Głów Lenina», «Żądz» и «Basen i my» были сняты видеоклипы.
На обложке диска изображён рисунок кота, созданный Ярославом Козярой (Jarosław Koziara) — этот так называемый «электрический кот» (elektryczny kot) стал впоследствии неофициальным логотипом группы.

## Список композиций
| №   | Название                              | Автор(ы)                 | Длительность |
| --- | ------------------------------------- | ------------------------ | ------------ |
| 1.  | «Wiele razy»                          | Якуб Сенкевич            | 2:30         |
| 2.  | «Jestem z miasta»                     | Якуб Сенкевич            | 2:45         |
| 3.  | «Przewróciło się»                     | Якуб Сенкевич            | 3:31         |
| 4.  | «Włosy»                               | народная / Якуб Сенкевич | 2:50         |
| 5.  | «Człowiek z liściem»                  | Якуб Сенкевич            | 2:51         |
| 6.  | «Będę szedł»                          | Якуб Сенкевич            | 6:15         |
| 7.  | «Wytrąciłaś»                          | Якуб Сенкевич            | 2:39         |
| 8.  | «Radość»                              | Якуб Сенкевич            | 2:39         |
| 9.  | «Basen i my»                          | Якуб Сенкевич            | 2:45         |
| 10. | «Żądze»                               | Якуб Сенкевич            | 2:52         |
| 11. | «Głowy L. (do obrazu Salvadora Dali)» | Якуб Сенкевич            | 2:37         |
| 12. | «Dziki»                               | Пётр Лоек                | 3:20         |
| 13. | «Ręce daleko»                         | Якуб Сенкевич            | 2:30         |
| 14. | «Wszystko ch.»                        | Якуб Сенкевич            | 2:05         |
| 15. | «Koniec»                              | Якуб Сенкевич            | 2:40         |

## Участники записи
- Якуб Сенкевич — гитара, вокал;
- Томаш Гроховальский — бас-гитара;
- Рафал Квасьневский — лидер-гитара, бас-гитара, бэк-вокал;
- Александер Корецкий — саксофон;
- Пётр Лоек — бас-гитара, синтезатор, губная гармоника.

а также:
- Марек Канцлеж (Marek Kanclerz) — ударные («Włosy»);
- Ян Поспешальский (Jan Pospieszalski) — бас-гитара («Będę szedł»);
- Малгожата Валевская (Małgorzata Walewska) — бэк-вокал («Koniec»);
- Енджей Кодымовский (Jędrzej Kodymowski) — бэк-вокал («Koniec»).
- Elektryczne Gitary — аранжировка записи.
- Марек Косцикевич (Marek Kościkiewicz) — дизайн обложки;
- Анджей Сенкевич (Andrzej Sienkiewicz) — дизайн обложки;
- Войтек Ветеска (Wojtek Wieteska) — фотографии;
- Ярек (Ярослав) Козяра (Jarek Koziara) — автор лого группы (рисунок кота на обложке диска).